# 梅特利巴赫河 (維瑟巴赫河支流)
47°33′54″N 9°11′03″E / 47.564969°N 9.184170°E
梅特利巴赫河是瑞士的河流，位於該國東北部，流經圖爾高州，屬於維瑟巴赫河的左支流，河道全長2.7公里，流域面積2.8平方公里，發源自諾伊霍夫。